# Premi al millor actor (Festival de Sitges)
El Premi al millor actor és un dels premis concedits pel jurat de la secció oficial del Festival Internacional de Cinema de Catalunya a la millor actuació masculina en una pel·lícula de la secció oficial del certamen.

## Guardonats
| Any  | Imatge | Actor                                                          | Pel·lícula                                        | País                   | Referència |
| ---- | ------ | -------------------------------------------------------------- | ------------------------------------------------- | ---------------------- | ---------- |
| 1971 |        | Vincent Price                                                  | L'abominable Dr. Phibes                           | Regne Unit             | [ 1 ]      |
| 1972 |        | Rudolf Hrušínský                                               | Spalovac mrtvol                                   | Txèquia                | [ 2 ]      |
| 1973 |        | Eugene Levy                                                    | Cannibal Girls                                    | Canadà                 | [ 3 ]      |
| 1974 |        | Mark Burns                                                     | House of the Living Dead                          | Sud-àfrica             | [ 4 ]      |
| 1975 |        | Paul Naschy                                                    | La maldición de la bestia                         | Espanya                | [ 5 ]      |
| 1976 |        | Peter Cushing                                                  | The Ghoul                                         | Regne Unit             | [ 5 ]      |
| 1977 |        | Burgess Meredith                                               | Burnt Offerings                                   | Estats Units           | [ 6 ]      |
| 1978 |        | John Hargreaves                                                | Long Weekend                                      | Austràlia              | [ 7 ]      |
| 1979 |        | Gerhard Olschewski                                             | Der Mörder                                        | Alemanya               | [ 8 ]      |
| 1980 |        | Nicholas Worth                                                 | Don't Answer the Phone!                           | Estats Units           | [ 9 ]      |
| 1981 |        | Mircea Bogdan                                                  | Povestea Dragostei                                | Romania                | [ 10 ]     |
| 1982 |        | Richard Chamberlain                                            | The Last Wave                                     | Austràlia              | [ 11 ]     |
| 1983 |        | Vincent Price, Peter Cushing, Christopher Lee i John Carradine | La mansió de les ombres allargades                | Regne Unit             | [ 12 ]     |
| 1984 |        | Joe Morton                                                     | The Brother from Another Planet                   | Estats Units           | [ 13 ]     |
| 1985 |        | John Walcutt                                                   | Return                                            | Estats Units           | [ 14 ]     |
| 1986 |        | Juanjo Puigcorbé                                               | Més enllà de la passió                            | Espanya                | [ 15 ]     |
| 1987 |        | Michael Nouri                                                  | Ocult                                             | Estats Units           | [ 16 ]     |
| 1988 |        | Hryhori Hladi                                                  | Otstupnik                                         | Unió Soviètica         | [ 17 ]     |
| 1989 |        | Michael Gambon                                                 | El cuiner, el lladre, la seva dona i el seu amant | Regne Unit             | [ 18 ]     |
| 1989 |        | Nicolas Cage                                                   | El petó del vampir                                | Regne Unit             |            |
| 1990 |        | Jeff Goldblum                                                  | Mister Frost                                      | Estats Units · França  | [ 19 ]     |
| 1991 |        | Dominique Pinon                                                | Delicatessen                                      | França                 | [ 20 ]     |
| 1992 |        | Benoît Poelvoorde                                              | Va succeir a prop de casa teva                    | Bèlgica                | [ 21 ]     |
| 1993 |        | Federico Luppi                                                 | Cronos                                            | Mèxic                  | [ 22 ]     |
| 1994 |        | Saturnino García Rodríguez                                     | Justino, un asesino de la tercera edad            | Espanya                | [ 23 ]     |
| 1995 |        | Stephen Rea                                                    | Ciutadà X                                         | Estats Units           | [ 24 ]     |
| 1996 |        | James Woods                                                    | El corredor de la mort                            | Estats Units           | [ 25 ]     |
| 1997 |        | Sam Rockwell                                                   | Innocència rebel                                  | Regne Unit             | [ 26 ]     |
| 1998 |        | Jared Harris                                                   | El petó de la mòmia                               | Estats Units           | [ 27 ]     |
| 1999 |        | Noah Taylor                                                    | Simon Magus                                       | Regne Unit             | [ 28 ]     |
| 2000 |        | Steve Railsback                                                | Ed Gein                                           | Estats Units           | [ 29 ]     |
| 2001 |        | Eduard Fernández                                               | Faust 5.0                                         | Espanya                | [ 30 ]     |
| 2002 |        | Jeremy Northam                                                 | Cypher                                            | Canadà                 | [ 31 ]     |
| 2003 |        | Robert Downey Jr.                                              | El detectiu cantant                               | Estats Units           | [ 32 ]     |
| 2004 |        | Christian Bale                                                 | El maquinista                                     | Espanya · Estats Units | [ 33 ]     |
| 2005 |        | Lee Kang-sheng                                                 | El sabor de la síndria                            | Taiwan                 | [ 34 ]     |
| 2006 |        | Thomas Kretschmann Thomas Huber                                | Rohtenburg                                        | Alemanya               | [ 35 ]     |
| 2007 |        | Sam Rockwell                                                   | Joshua                                            | Estats Units/ Índia    | [ 36 ]     |
| 2008 |        | Brian Cox                                                      | Red                                               | Estats Units           | [ 37 ]     |
| 2009 |        | Sam Rockwell                                                   | Moon                                              | Regne Unit             | [ 38 ]     |
| 2010 |        | Patrick Fabian                                                 | L'últim exorcisme                                 | Estats Units           | [ 39 ]     |
| 2011 |        | Michael Parks                                                  | Red State                                         | Estats Units           | [ 40 ]     |
| 2012 |        | Vincent D'Onofrio                                              | Chained                                           | Estats Units           | [ 41 ]     |
| 2013 |        | Andy Lau                                                       | Blind Detective                                   | Hong Kong              | [ 42 ]     |
| 2014 |        | Nathan Phillips                                                | These Final Hours                                 | Austràlia              | [ 43 ]     |
| 2014 |        | Kōji Yakusho                                                   | The World of Kanako                               | Japó                   |            |
| 2015 |        | Joel Edgerton                                                  | El regal                                          | Estats Units           | [ 44 ]     |
| 2016 |        | Daniel Radcliffe                                               | Swiss Army Man                                    | Estats Units           | [ 45 ]     |
| 2017 |        | Rafe Spall                                                     | The Ritual                                        | Regne Unit             | [ 46 ]     |
| 2018 |        | Hassan Majooni                                                 | Pig                                               | Iran                   | [ 47 ]     |
| 2019 |        | Miles Robbins                                                  | Daniel Isn't Real                                 | Estats Units           | [ 48 ]     |
| 2020 |        | Grégoire Ludig i David Marsais                                 | Mandibules                                        | França                 | [ 49 ]     |
| 2021 |        | Caleb Landry Jones                                             | Nitram                                            | Austràlia              | [ 50 ]     |
| 2021 |        | Franz Rogowski                                                 | Luzifer                                           | Alemanya               |            |
| 2022 |        | Jorma Tommila                                                  | Sisu                                              | Finlàndia              | [ 51 ]     |
| 2023 |        | Karim Leklou                                                   | Vincent doit mourir                               | França                 | [ 52 ]     |
| 2024 |        | John Lithgow i Geoffrey Rush                                   | The Rule of Jenny Pen                             | Nova Zelanda           | [ 53 ]     |